# Nathaniel Méchaly
Nathaniel Méchaly, född 1972 i Frankrike, är en fransk filmkompositör och musiker.
År 2020 vann Méchaly en Guldbagge för musiken till romantikfilmen Eld & lågor i kategorin Bästa originalmusik.

## Filmmusik (i urval)
- 2008 – Taken
- 2011 – Colombiana
- 2012 – Taken 2
- 2013 – The Grandmaster
- 2015 – Taken 3
- 2016 – Midnattssol (TV-serie)
- 2019 – Eld & lågor